# David H. Ahl
David Hollerith Ahl (17 maggio 1939) è il fondatore della rivista per computer Creative Computing. È inoltre autore di molti libri della serie how-to incluso BASIC Computer Games il primo libro per computer ad aver venduto un milione di copie.

## Biografia
Nato nel 1939, si laurea come ingegnere elettronico alla Cornell University, ottiene il Master in Business Administration alla Carnegie-Mellon University e compie altri studi di psicologia dell'educazione all'Università di Pittsburgh. Ha servito l'esercito dal 1963 al 1965 nell'Army Security Agency (ASA) un reparto delle forze armate americane dedito all'intercettazione di segnali di intelligence nemici che operò nel periodo della guerra fredda.
Nel 1969 viene assunto dalla Digital Equipment Corporation (DEC) come responsabile della linea di prodotti per l'educazione. Ricoprendo tale ruolo formula il concetto di sistema informatico educazionale come un insieme composto dalla parte meccanica (hardware), dai programmi (software) e dal materiale didattico (courseware) ed aiuta DEC a raggiungere una posizione di rilievo nel campo educazionale.
Nel 1974 viene assunto dalla AT&T con le stesse mansioni ricoperte in DEC e, successivamente, viene fatto responsabile delle comunicazioni di mercato per la diramazione della AT&T che sarebbe in seguito divenuta la American Bell. Alla fine del 1974 fonda come hobby la rivista Creative Computing, la prima rivista per computer al mondo.
Alla fine del 1978 la crescita di Creative Computing permette ad Ahl di lasciare AT&T per dedicarsi completamente alla rivista, che chiude nel dicembre del 1985. Dal 1983 al 1996 è presidente di SBI Consulting. Dal 1996 al 2001 è editore della rivista Military Vehicles Magazine. Dal 2001 al 2009 è scrittore freelance per la rivista Classic Military Vehicle. Ahl è autore di 22 libri e di circa 1.000 articoli.

## Pubblicazioni su giochi in BASIC
Tra tutte le pubblicazioni di Ahl, quelle che hanno riscosso più successo in assoluto sono sicuramente quelle dedicati ai giochi in BASIC. La prima pubblicazione del genere è del 1973, quando Ahl raccoglie 101 listati di giochi scritti in diverse versioni del BASIC e le pubblica come 101 BASIC Computer Games. Nel 1978 Ahl rivede questa pubblicazione convertendo tutti i listati in Microsoft BASIC, togliendo i giochi non convertibili e sostituendoli con altri, e rilascia BASIC Computer Games, il primo libro sulla programmazione che supererà il milione di copie vendute.
More BASIC Computer Games, del 1979, è un'altra raccolta di giochi in BASIC pubblicati sotto forma di listati. Rispetto al precedente volume i giochi sono più articolati e complessi ma scritti sempre in Microsoft BASIC. Nel 1984 Ahl pubblica Big Computer Games: rispetto ai precedenti volumi, i listati dei giochi presenti in Big Computer Games, 12 in totale, sono molto lunghi, per via dell'aumento della quantità di memoria dei computer degli anni ottanta rispetto a quelli degli anni settanta, e, come negli altri 2 libri, sono scritti (o convertiti da precedenti giochi) in Microsoft BASIC.
Il libro dedica una sezione di 3 capitoli alle avventure testuali, un genere che in quegli anni si stava lentamente diffondendo. I capitoli, intitolati How To Write An Adventure Game - Techniques for writing and playing adventure games, Adventures in Videoland - Rollercoaster: A computer/videodisc adventure e Tips for Playing Adventure Games - You too can be a master explorer, illustrano le tecniche per realizzare un gioco d'avventura, dalla gestione delle "stanze" ai comandi, mostrano il sorgente di un'avventura già pronta e di un framework generalizzato da usare per costruire le proprie avventure, concludendo con dei trucchi per risolvere alcuni dei semplici quiz presenti in questo genere di giochi.

## Opere principali
- Understanding mathematics and logic using BASIC computer games (1973)
- 101 BASIC Computer Games (1973)
- Getting started in classroom computing (1974)
- The Best of Creative Computing (1977)
- BASIC Computer Games (1978)
- More BASIC Computer Games (1979)
- Dad's Lessons for Living
- The Timex Sinclair 1000 (1983)
- The Epson HX-20 Ideabook (1983)
- Mattel Aquarius Ideabook (1983)
- Panasonic Jr-200 Ideabook (1983)
- Computers in Science and Social Studies: A Sourcebook of Ideas (1983)
- Big Computer Games (1984)
- The TRS-80 Model 100 Ideabook (1984)
- David Ahl's Basic Computer Adventures: 10 Treks and Travels Through Time and Space (1986)
- Dodge M37 Restoration Guide: Covers All 1951-1968 Military M37, M42, M43, & B1 Models (2001)